# Раджі
Раджі — плем'я, що мешкає в районі містечка Аскот в окрузі Пітхораґарх індійського штату Уттаракханд та в окрузі Дарчула непальської зони Махакалі. Вони називають себе найпершими мешканцями Кумаону, їх назва означає «ті, що живуть у джунглях». Згідно з дослідником Гімалаїв колоніальних часів Аткінсоном, раджі є потомками народу Кірата, що згадується у пуранах.
Традиційно раджі мешкали у лісі та все ще частково зберігають традиції предків. Харчування вони отримували полюванням за допомогою луків та стріл і збиральством, носили примитивний одяг. Їх релігія була сумішшю анімізму з індуїзмом. Жінки народу носили чадру. Позашлюбні та дошлюбні статеві стосунки були суворо заборонені. За традицією, народ дуже незалежний та не визнає будь-якої влади над собою.
В індійському суспільстві, як і багато інших адівасі, вони відносилися до касти недоторканих. Зараз, проте, більшість раджі змішалися з «цивілізованим» населенням і втратили свою ідентичність. Загальне число тих, хто залишився — близько 6 тис.. Центр їх культури Аскот все ще відомий дерев'яним посудом і жорнами.